# Arrondissement de Chalon-sur-Saône
L'arrondissement de Chalon-sur-Saône est une division administrative française, située dans le département de Saône-et-Loire et la région Bourgogne-Franche-Comté.

## Composition

### Composition avant 2015
Liste des cantons de l'arrondissement de Chalon-sur-Saône :
- canton de Buxy ;
- canton de Chagny ;
- canton de Chalon-sur-Saône-Centre ;
- canton de Chalon-sur-Saône-Nord ;
- canton de Chalon-sur-Saône-Ouest ;
- canton de Chalon-sur-Saône-Sud ;
- canton de Givry ;
- canton de Mont-Saint-Vincent ;
- canton de Montceau-les-Mines-Nord ;
- canton de Montceau-les-Mines-Sud ;
- canton de Montchanin ;
- canton de Saint-Germain-du-Plain ;
- canton de Saint-Martin-en-Bresse ;
- canton de Sennecey-le-Grand ;
- canton de Tournus ;
- canton de Verdun-sur-le-Doubs.

### Découpage communal depuis 2015
Depuis 2015, le nombre de communes des arrondissements varie chaque année soit du fait du redécoupage cantonal de 2014 qui a conduit à l'ajustement de périmètres de certains arrondissements, soit à la suite de la création de communes nouvelles. Le nombre de communes de l'arrondissement de Chalon-sur-Saône est ainsi de 150 en 2015, 149 en 2016 et 142 en 2019.
Au 1er janvier 2024, l'arrondissement groupe les 142 communes suivantes :
1. Allerey-sur-Saône
2. Allériot
3. Aluze
4. Barizey
5. Beaumont-sur-Grosne
6. Bey
7. Bissey-sous-Cruchaud
8. Bissy-sous-Uxelles
9. Bissy-sur-Fley
10. Les Bordes
11. Bouzeron
12. Boyer
13. Bragny-sur-Saône
14. Bresse-sur-Grosne
15. Burnand
16. Buxy
17. Cersot
18. Chagny
19. Chalon-sur-Saône
20. Chamilly
21. Champagny-sous-Uxelles
22. Champforgeuil
23. Change
24. Chapaize
25. La Chapelle-de-Bragny
26. La Charmée
27. Charnay-lès-Chalon
28. Charrecey
29. Chassey-le-Camp
30. Châtel-Moron
31. Châtenoy-en-Bresse
32. Châtenoy-le-Royal
33. Chaudenay
34. Cheilly-lès-Maranges
35. Chenôves
36. Ciel
37. Clux-Villeneuve
38. Collonge-en-Charollais
39. Cormatin
40. Crissey
41. Culles-les-Roches
42. Curtil-sous-Burnand
43. Damerey
44. Demigny
45. Dennevy
46. Dezize-lès-Maranges
47. Dracy-le-Fort
48. Écuelles
49. Épervans
50. Étrigny
51. Farges-lès-Chalon
52. Fley
53. Fontaines
54. Fragnes-La Loyère
55. Genouilly
56. Gergy
57. Germagny
58. Gigny-sur-Saône
59. Givry
60. Granges
61. Guerfand
62. Jambles
63. Jugy
64. Jully-lès-Buxy
65. Laives
66. Lalheue
67. Lans
68. Lessard-le-National
69. Longepierre
70. Lux
71. Malay
72. Mancey
73. Marcilly-lès-Buxy
74. Marnay
75. Mellecey
76. Mercurey
77. Messey-sur-Grosne
78. Montagny-lès-Buxy
79. Montceaux-Ragny
80. Montcoy
81. Mont-lès-Seurre
82. Moroges
83. Nanton
84. Navilly
85. Oslon
86. Palleau
87. Paris-l'Hôpital
88. Pontoux
89. Le Puley
90. Remigny
91. Rosey
92. Rully
93. Saint-Ambreuil
94. Saint-Bérain-sur-Dheune
95. Saint-Boil
96. Saint-Cyr
97. Saint-Denis-de-Vaux
98. Saint-Désert
99. Saint-Didier-en-Bresse
100. Saint-Gengoux-le-National
101. Saint-Germain-lès-Buxy
102. Saint-Gervais-en-Vallière
103. Saint-Gilles
104. Sainte-Hélène
105. Saint-Jean-de-Vaux
106. Saint-Léger-sur-Dheune
107. Saint-Loup-de-Varennes
108. Saint-Loup-Géanges
109. Saint-Marcel
110. Saint-Mard-de-Vaux
111. Saint-Martin-d'Auxy
112. Saint-Martin-du-Tartre
113. Saint-Martin-en-Bresse
114. Saint-Martin-en-Gâtinois
115. Saint-Martin-sous-Montaigu
116. Saint-Maurice-des-Champs
117. Saint-Maurice-en-Rivière
118. Saint-Privé
119. Saint-Rémy
120. Saint-Sernin-du-Plain
121. Saint-Vallerin
122. Sampigny-lès-Maranges
123. Santilly
124. Sassangy
125. Sassenay
126. Saules
127. Saunières
128. Savianges
129. Savigny-sur-Grosne
130. Sennecey-le-Grand
131. Sercy
132. Sermesse
133. Sevrey
134. Toutenant
135. Varennes-le-Grand
136. Vaux-en-Pré
137. Verdun-sur-le-Doubs
138. Verjux
139. Vers
140. Villegaudin
141. Villeneuve-en-Montagne
142. Virey-le-Grand

## Démographie
En 2022, l'arrondissement comptait 155 349 habitants.
| 1968    | 1975    | 1982    | 1990    | 1999    | 2006    | 2011    | 2016    | 2021    |
| ------- | ------- | ------- | ------- | ------- | ------- | ------- | ------- | ------- |
| 176 197 | 189 237 | 193 221 | 193 573 | 193 091 | 196 311 | 198 850 | 156 331 | 155 905 |

| 2022    | - | - | - | - | - | - | - | - |
| ------- | - | - | - | - | - | - | - | - |
| 155 349 | - | - | - | - | - | - | - | - |

## Sous-préfets
| Période         | Période | Identité       | Fonction précédente | Observation                         |
| --------------- | ------- | -------------- | ------------------- | ----------------------------------- |
|                 |         |                |                     |                                     |
| 24 octobre 1861 |         | Oscar Grimaldi |                     | Mis en non-activité le 16 mars 1870 |
|                 |         |                |                     |                                     |